# 欧瑞斯特
欧瑞斯特（拉丁語：Flavius Orestes；？—476年8月28日），潘諾尼亞裔罗马将领、勋贵头衔持有者。

## 生平
歐瑞斯特出身於潘諾尼亞的羅馬貴族家庭，在潘諾尼亞被埃提乌斯割讓給匈人阿提拉後，歐瑞斯特加入了阿提拉的宮廷，在449年和452年擔任秘書（公證人）。449年，歐瑞斯特作为匈人特使，被阿提拉兩次派往君士坦丁堡，与东部皇帝狄奧多西二世交涉。
匈人帝国崩溃后，欧瑞斯特返回罗马军队服役。475年，歐瑞斯特被西羅馬皇帝尼波斯授予勋贵头衔并任命为全军统帅，但其在同年8月反叛攻占了拉文纳，驅逐尼波斯并立自己12歲的儿子罗慕路斯為皇帝，實質上把統治權掌握在自己手裡。
欧瑞斯特的统治未能持续。帝国军队中的日耳曼裔蛮族士兵希望分得意大利三分之一的领土作为永久定居点。欧瑞斯特拒绝了这一要求，这直接引发了兵变。蛮族士兵们拥立他们的领袖、日耳曼裔将领奥多亚塞为王。
476年，奥多亚塞率军讨伐欧瑞斯特，迅速击败了他的部队。欧瑞斯特于476年8月28日在普拉森蒂亚（今皮亚琴察）被俘并处决。他的兄弟保卢斯也在拉文纳附近被杀。奥多亚塞随后废黜了罗慕路斯·奥古斯都，但保留了他的性命，西罗马帝国在意大利的统治至此终结。

## 家庭
- 父亲：塔图卢斯（Tatulus）
- 儿子：罗慕路斯·奥古斯都路斯
- 兄弟：保卢斯（Paulus）